# Camiers
Camiers là một xã của tỉnh Pas-de-Calais, thuộc vùng Hauts-de-France, miền đông nước Pháp.

## Dân số
In 1999, there were 2,076 households of which 260 were of one person.
| 1962                                                       | 1968 | 1975 | 1982 | 1990 | 1999 |
| ---------------------------------------------------------- | ---- | ---- | ---- | ---- | ---- |
| 1764                                                       | 2088 | 2064 | 2093 | 2176 | 2252 |
| Numbers recorded since 1962: Population without duplicates |      |      |      |      |      |